# 图尔费斯
图尔费斯是奥地利蒂罗尔州因斯布鲁克兰县的一个市镇。总面积27.7平方公里，总人口1393人，人口密度50.3人/平方公里（2011年）。